# Karel Presl
Karel Bořivoj Presl (* 1794 - 1852 ) fue un botánico, profesor de Bohemia.

## Biografía
Vivió toda su vida en Praga, fue profesor en la Universidad de Praga. Hizo una expedición a Sicilia en 1817, y publicó una Flora bohemica en 1820.
Su hermano mayor Jan Svatopluk Presl fue también un notable botánico.

## Honores
La publicación Preslia de la Sociedad Botánica Checa tiene este nombre en su honor.

## Obras
- "Reliquiae Haenkeanae…". 1825–1835
- "Flora sicula, exhibens plantas vasculosas in Sicilia…". 1826
- "Lepisia, Novum Plantarum Genus". Pragae [Praha], C.Presl, 30 de mayo de 1829
- "Repertorium Botanicae Systematicae" C. Presl, 1, nov-dic 1833; fasc. 2, 1834 en línea en Galica
- "Epistola de Symphysia, Novo Genere Plantarum, ad Illustrissimum Liberum Baronem Josephum de Jacquin" C.Presl, marzo de 1827
- "Thysanachne, Novum Plantarum Genus". Pragae [Praha], C.Presl, 30 de mayo de 1829
- "Botanische Bemerkungen", C.Presl, 1844 (obra en latín, introducción en alemán) en línea en Galica
- "Hymenophyllaceae", C.Presl, finales de 1843
- "Reliquiae Haenkeanae", C.Presl, 2 volúmenes en 7 partes 1825-1835
- "Pedilonia, Novum Plantarum Genus". Pragae [Praha], C.Presl, 15 de mayo de 1829
- "Beschreibung Zweier Neuen Boehmischen Arten der Gattung Asplenium", C.Presl, 1836
- "Epimeliae Botanicae". Pragae [Praha], C.Presl, octubre de 1851
- "Tentamen Pteridographiae", C.Presl, 2 de diciembre de 1836 en línea en Galica
- "Cyperaceae et Gramineae Siculae". Pragae [Praha], C.Presl, 1820
- "Didymonema, Novum Plantarum Genus". Pragae [Praha], C.Presl, 30 de mayo de 1829
- "Vegetabilia Cryptogamica Boemiae Collecta a Joanne et Carolo", C.Presl Fasc. 1. N.º 1-25. Marzo de 1812. Fasc. 2. N.º 26-50. mayo de 1812
- "Symbolae Botanicae sive Descriptiones et Icones Plantarum Novarum ... C.Presl, 2 volúmenes
- "Steudelia, Novum Plantarum Genus". Pragae [Praha], C.Presl, 30 de mayo de 1829
- "Prodromus Monographiae Lobeliacearum", C.Presl, jul-ago 1836
- "Flora Sicula", C.Presl, 1826
- "Supplementum Tentaminis Pteridographiae, Continens Genera et Species Ordinum Dictorum Marattiaceae, Ohioglossaceae, Osmundaceae, Schizaeaceae et Lygodiaceae", Pragae [Praha], C.Presl, 1845
- "Polpoda, Novum Plantarum Genus". Pragae [Praha], C.Presl, 30 de mayo de 1829
- "Scyphaea, Novum Plantarum Genus". Pragae [Praha], C.Presl, 30 de mayo de 1829
- Epimeliae botanicae : cum tabulis quindecim lithographicis – Pragae : A. Haase , 1849 en línea en Galica

- La abreviatura «C.Presl» se emplea para indicar a Karel Presl como autoridad en la descripción y clasificación científica de los vegetales.[1]

También aparece asociado como:
- J.Presl & C.Presl